# Zgorzelisko (polana)
Zgorzelisko – położona na wysokości około 1060–1095 m polana na Wierchu Zgorzelisko na Pogórzu Bukowińskim. Jest to duża polana na grzbiecie oddzielającym dolinę potoku Poroniec (po północno-wschodniej stronie) od górnej części wsi Małe Ciche (stoki południowo-zachodnie). W kierunku północno-zachodnim polana dawniej wychodziła wysoko na szczyt Wierchu Zgorzelisko, ale ta jej część znacznie już zarosła lasem.
W południowym krańcu polany stoją domy prywatne, natomiast w górnym, północno-zachodnim jej rogu po II wojnie światowej zbudowano wielki rządowy ośrodek wypoczynkowy (obecnie jest to hotel Tatry). Dojeżdża się do niego przez Zadni Wierch drogą odgałęziającą się od Drogi Oswalda Balzera na wysokości około 1062 m.
Na dolnym końcu polany Zgorzelisko znajduje się górna stacja wyciągu narciarskiego Stacji Narciarskiej Małe Ciche.